# مكتب أبحاث الدولة (فلم)
مكتب أبحاث الدولة (بالإنجليزية: State Research Bureau) فيلم أكشن أوغندي من إخراج مات بيش سنة 2011، تستند قصة الفيلم إلى ماضي أوغندا المظلم، وتكشف عن وحشية شرطة المخابرات السرية للرئيس.

## القصة
قبل عام 1986، حاولت عائلة الفرار من البلد المضطرب، لكن عناصر الدولة اعترضتهم. يقابلون النقيب سيئ السمعة يوسف الذي يدير بيتًا آمنًا (سجن).

## الاستقبال النقدي
عُرض الفيلم لأول مرة في كانسانغا، إحدى ضواحي العاصمة كامبالا في 25 يناير 2011، خلال الذكرى السنوية الثانية والثلاثون للإطاحة بعيدي أمين على يد القوات المسلحة التنزانية، بالإضافة إلى المنفيين الأوغنديين. كما صادف الذكرى الخامسة والعشرون لعيد تحرير حركة المقاومة الوطنية.
في عام 2013، فاز الفيلم بجوائز مهرجان أوغندا السينمائي الافتتاحية التي نظمتها لجنة الاتصالات الأوغندية (UCC)، وفاز في أربع فئات.

## روابط خارجية
- مكتب أبحاث الدولة على موقع IMDb (الإنجليزية)